# 3615 TTC
 (janvier 2012).
Si vous disposez d'ouvrages ou d'articles de référence ou si vous connaissez des sites web de qualité traitant du thème abordé ici, merci de compléter l'article en donnant les références utiles à sa vérifiabilité et en les liant à la section « Notes et références ».
Albums de TTC
Bâtards sensibles
(2004)
3615 TTC est le 3e album du groupe de rap français TTC.
Le titre de cet album fait référence au code 3615 utilisé sur Minitel pour accéder à des services payants.

## Liste des titres
1. Quand je claque des doigts
2. Paris, Paris
3. Turbo
4. (pas la peine d'appeler je ne réponds pas au) téléphone
5. Travailler feat. Tacteel.
6. Cé pou vou
7. Antenne 2
8. J'ai le son
9. Frotte ton cul par terre
10. Strip pour moi
11. Ambition
12. Une bande de mecs sympas
13. Modeselektor feat. TTC - Dancing Box